# 新仙魔大戰
《新仙魔大戰》是朝日放送製作、朝日電視台系列1989年4月9日至1990年8月26日首播的電視動畫，全72集，是《仙魔大戰》的第二部。中視播映時譯為《超級仙魔大戰》。無綫電視播映時譯繼續為《仙魔大戰》。

## 故事
距離上一作品很多年後，次界由大和王子的後人大和管理，當中有一座時間塔，由天使昂斯和守護天使麥高看守，惡魔麥昆認為時間塔有寶物而偷跑進去，昂斯和麥高在追捕麥昆其間碰上被封在這裡的史巴謝斯（又名超級宙斯），並在時間壺中看到未來次界被洪水淹沒，結果昂斯、麥高和麥昆，以及從時間壺走出來的寶芝，一起展開尋找十二顆聖寶石拯救次界的旅程。只是……
因為通信問題，大和只知道麥高等人偷看時間壺，而不知道次界會被洪水淹沒，結果派出了手下五侍女出動追捕，另一方面，復活了的惡魔首領史巴地比(超級惡魔)也在全力阻止他們拯救次界……
鳳凰武士開始被香港改譯成超聖鳳凰，並在外傳故事出場。

## 人物

### 主要角色
- 麥高 (配音：藤田淑子（日本）；雷碧娜（香港）)

故事的主角，是個守護天使。正體是前作的英雄超聖鳳凰與温坦瑪麗結合所生。性格悠閒又有點癡呆，偶爾會有點小聰明。力氣和食量一樣大，但肚餓時會發不出氣力，最喜歡吃饅頭。
- 昂斯 (配音：鹽澤兼人（日本）；蘇強文（香港）)

守護時間塔的天使，家族世代有着輝煌歷史，為不愧對自己的祖先而不斷努力。本來為追捕麥高而進入時間塔，後來得知次界會被洪水淹沒而聯同麥高等人開始尋找聖寶石的旅程。
- 曲奇 (配音：千葉繁（日本）；劉昭文（香港）)

以神偷自稱的惡魔，堅信着"愈不準進入的地方就愈多寶物"的原則。本身對拯救次界的興趣不大，與麥高等人行動的原因主要是為得到聖寶石。
- 寶芝 (配音：久川綾（日本）；曾佩儀（香港）)

於時間壺中出來的神秘女孩。真正身分是曼聖羅的公主。

### 次界
- 大和 (配音：堀川亮（日本）；黃健強（香港）)

故事早期因誤會而派出五侍女追捕麥高等人的次界統治者，大和王子的後人，被手下五侍女形容為魔鬼上司。於後期因誤會解開而和麥高等人一同行動。
- 五侍女：大和的手下，本身由五位若神子的力量誕生。
  - 紅侍女彼得神子理力所生，五侍女的首領。
  - 橙侍女天子男積克的理力所生。
  - 黃侍女牛若天子的理力所生。
  - 藍侍女一本釣帝的理力所生。
  - 綠侍女魯神福德的理力所生，與昂斯是青梅竹馬。

### 惡魔
- 史巴地比(超級惡魔) (配音：青野武（日本）；梁耀昌（香港）)
- 布拉謝斯

第一部被打敗，於第二部被創造五士復活並把力量大幅提升。非常喜歡寶芝。口頭禪為：「力量就是一切！」

### 曼聖羅
- 異聖美莉亞 (配音：中西妙子)

曼聖羅的女王。也是引起洪水淹沒次界的元兇。

## 播出時間
| 香港 翡翠台 星期一至五 閃電傳真機時段內 節目 | 香港 翡翠台 星期一至五 閃電傳真機時段內 節目             | 香港 翡翠台 星期一至五 閃電傳真機時段內 節目 |
| -------------------------------------------- | -------------------------------------------------------- | -------------------------------------------- |
|                                              | 仙魔大戰 第2輯，第1－35集 （1993年4月20日－6月7日）      |                                              |
| 待查                                         | 高智能方程式                                             |                                              |
| 香港 翡翠台 星期一至五 17:05－17:35 節目     |                                                          |                                              |
| 無敵大鐵人                                   | 仙魔大戰 第2輯，第36集－第72集 （1994年5月18日－7月7日） | 美少女戰士                                   |